# عدد فوق منته

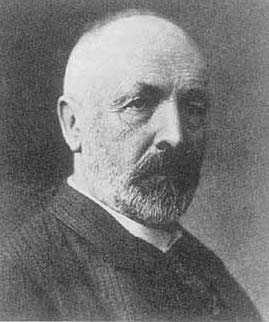

الأعداد الفوق منتهية (بالإنجليزية: transfinite number)‏ هي أعداد أصلية أو أرقام ترتيبية والتي هي أكبر من كل الأعداد المنتهية، ولكن ليست بالضرورة غير منتهية. تم صياغة المصطلح Transfinite من قبل جورج كانتور والذي كان يود تفادي غموض مصطلح اللانهاية.

## التعريف
كما في الأعداد المنتهية، فإن هناك طريقتين للتفكير بالأعداد الفوق منتهية، كأعداد أصلية وكأرقام ترتيبية. ولكن وبخلاف الأعداد الأصلية والترتيبية، فإن الأعداد فوق المنتهية تعرف فئة جديدة من الأعداد.
- أوميغا ω تعرف بأنها أصغر عدد ترتيبي فوق منتهي.
- ألفا-الصفري {\displaystyle {\aleph _{0}}} ويعرف بأنه أول عدد أصلي فوق منتهي لمجموعة أعداد صحيحة منتهية.